# Bogusław IV de Poméranie
Pour les articles homonymes, voir Bogusław.
Bogislaw IV de Poméranie (en polonais Bogusław IV) est né entre 1255 et 1258, et décédé le 19 février 1309. Fils de Barnim Ier, il est co duc de Poméranie occidentale avant de devenir le duc de Wolgast en 1295. 

## Biographie
Bogusław IV assume dès 1276 le pouvoir en compagnie de son père. À la mort du duc Barnim Ier le Bon en 1278, ses trois fils Bogusław IV, Barnim II et Otto Ier héritent conjointement de ses possessions comme corégents. Comme Bogusław IV est le seul à être majeur, il exerce seul la totalité du pouvoir et prend sous sa protection ses demi-frères Barnim et Otto. De 1283 à 1284, il est en guerre avec le Brandebourg. Le 23 novembre 1287, à Słupsk, il conclut une alliance avec Przemysl II et Mestwin II contre le Brandebourg. 
En 1295, les trois frères décident de partager la Poméranie occidentale. Le comte Jatzko de Gützkow est choisi comme arbitre. Il attribue à Bogusław IV le duché de Wolgast, laissant le duché de Stettin (en polonais Szczecin) à ses frères Otto Ier et Barnim II qui meurt la même année. À partir de 1296, Bogusław IV soutient Ladislas Ier le Bref. En 1308, il est écrasé par les margraves du Brandebourg.

## Unions et descendance
Bogusław IV épouse en premières noces Mathilde de Brandebourg, puis en secondes noces Marguerite de Rügen, fille de Wisław II, qui lui donne 6 enfants : 
- Marguerite, épouse de Nicolas Ier, duc de Mecklembourg, puis de Jean de Ścinawa, duc de Głogów, de Żagań, de Poznań ;
- Euphémie, épouse de Christophe II, roi de Danemark ;
- Judith, nonne au monastère de Wolin, abbesse de Krumminie ;
- Warcisław, prince de Rügen, duc de Wolgast ;
- Catherine ;
- Élisabeth, épouse d'Éric Ier, duc de Saxe-Lauenbourg.